# 側音化構音
側音化構音（そくおんかこうおん、英: lateral misarticulation）は機能性構音障害の一種。
構音時に呼気が臼歯部から口腔前庭を経て側方へ流れ、一方または両方の口角から流出する歪み音。い段、え段に多く出現し、舌が側方に移動運動を行うため、呼気が正中から放出されずに、口腔の側面から放出されてしまう異常構音である。
乳幼児期から現れ、学童期以降に自然治癒する可能性もあるが、多くは持ち越したまま成人すると言われる。
音が歪むと同時に、視覚印象として唇や顎、舌の動きが不自然となる。また、多くは口の中の息の流れ方がおかしいと自覚する。
成人に見られる機能性構音障害の多くはこの種類のものである。